# Amalda mucronata
Amalda mucronata är en snäckart som först beskrevs av G.B. Sowerby år 1830.  Amalda mucronata ingår i släktet Amalda och familjen Olividae. Inga underarter finns listade i Catalogue of Life.